# Celeus loricatus
Celeus loricatus е вид птица от семейство Picidae.

## Разпространение
Видът е разпространен в Еквадор, Колумбия, Коста Рика, Никарагуа и Панама.